# 阿斯托廣場車站
阿斯托廣場車站（英語：Astor Place station），指示牌上又稱「阿斯托廣場-柯柏聯盟車站」（英語：Astor Place – Cooper Union station），是紐約地鐵IRT萊辛頓大道線一個慢車地鐵站。该车站於1904年完工，是紐約地鐵系統原初28個地鐵站之一，位於曼哈頓東村和諾豪區介乎拉法葉街、第八街、第四大道、柯柏廣場及阿斯托廣場的交界，設有4號線（僅深夜停站）、6號線（任何時候停站）列車服務，而繁忙時段的尖峰方向還有開行<6>列車。車站被列入紐約州登記史蹟名錄。

## 車站結構
| Ground | 街道層   | 出入口                                                                          |
| 月台層 | 側式月台 | 側式月台                                                                        |
| 月台層 | 北行慢車 | ← 往佩勒姆灣公園或帕克徹斯特 (14街-聯合廣場) ← 深夜時往伍德羅恩 (14街-聯合廣場) |
| 月台層 | 北行快車 | ← 不停靠                                                                        |
| 月台層 | 南行快車 | → 不停靠 →                                                                      |
| 月台層 | 南行慢車 | → 往布魯克林大橋-市政府 (布利克街) → → 深夜時往新地段大道 (布利克街) →          |
| 月台層 | 側式月台 |                                                                                 |

阿斯托廣場車站是一個慢車地鐵站，設有兩個側式月台和四條軌道。閘機設於月台層，而連接南北行側月台的下通道於1980年代移除。

## 延伸閱讀
- Lee Stokey. Subway Ceramics : A History and Iconography. 1994. ISBN 978-0-9635486-1-0

## 外部連結
- nycsubway.org—IRT East Side Line: Astor Place
- nycsubway.org — Untitled Artwork by Milton Glaser (1986) （页面存档备份，存于）
- Station Reporter — 6 Train
- Forgotten NY: Subways and Trains — Original 28 IRT subway stations （页面存档备份，存于）
- MTA's Arts For Transit — Astor Place (IRT Lexington Avenue Line)
- Fourth Avenue entrance from Google Maps Street View （页面存档备份，存于）
- Lafayette Street entrance from Google Maps Street View （页面存档备份，存于）
- Platforms from Google Maps Street View
- Lobby and Kmart entrance from Google Maps Street View